# صموئيل فيرغسون
صموئيل فيرغسون (بالإنجليزية: Samuel Ferguson) (و. 1810 – 1886 م) هو محامي، ومؤلف، وأمين الأرشيف، وشاعر من المملكة المتحدة لبريطانيا العظمى وأيرلندا، ولد في بلفاست، توفي عن عمر يناهز 76 عاماً.

## التعليم
تعلم في Belfast Royal Academy ‏.

## روابط خارجية
- صموئيل فيرغسون على موقع الموسوعة البريطانية (الإنجليزية)
- صموئيل فيرغسون على موقع ميوزك برينز (الإنجليزية)